# سینمای یونان

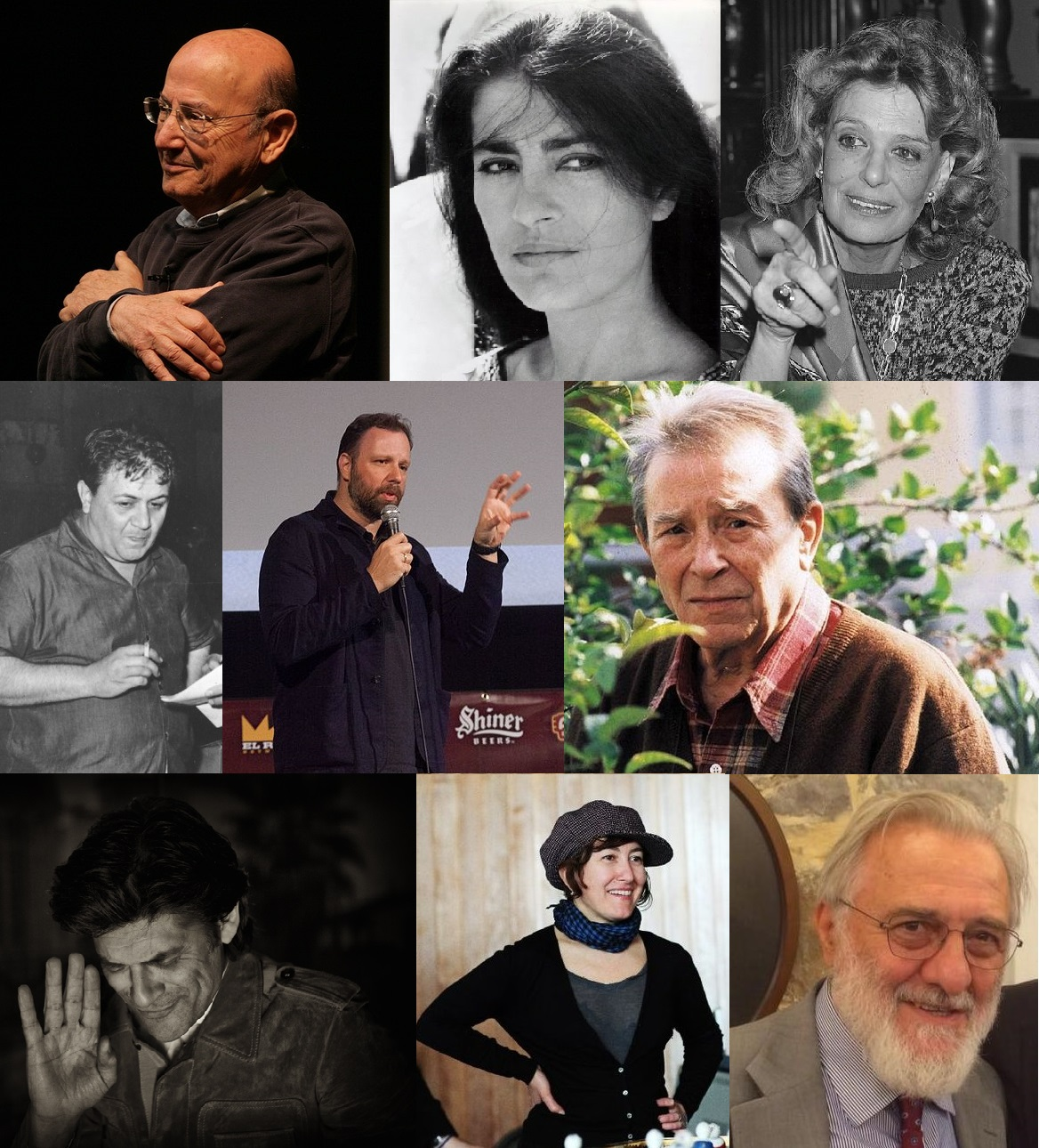
چهره‌های سینمای یونان

سینمای یونان تاریخی غنی و درخشان دارد؛ گرچه در دوران‌هایی و به عللی مانند جنگ، بی‌ثباتی سیاسی و حکومت متخاصم یونان متوقف شده است. سینمای یونان تجربهٔ کامیابی‌های بین‌المللی را دارد. سینمای یونان دارای ویژگی‌هایی شامل داستان‌های پویا، شخصیت‌های قوی و موضوعات شهوانی می‌باشد. گرچه اساس سینمای یونان در اوایل دههٔ ۱۹۰۰ میلادی شکل گرفت اما نخستین فیلم‌های سنجیدهٔ یونانی در دههٔ ۱۹۲۰ میلادی و پس از پایان جنگ یونان و ترکیه (۱۹۲۲–۱۹۱۹) ساخته شدند. سینمای یونان در طول جنگ داخلی یونان تجربهٔ یک تحول را بدست آورد که از سینمای نئورالیسم ایتالیا الهام گرفته بود. دهه‌های ۵۰ و ۶۰ میلادی، دوران طلایی سینمای یونان بودند.

## جوایز و افتخارات فیلم‌های یونانی
در سال ۱۹۶۰ فیلم سینمایی یکشنبه‌ها هرگز نامزد پنج جایزهٔ اسکار شد و بازیگر نقش آن فیلم به نام ملینا مرکوری برندهٔ جایزه بهترین بازیگر نقش اول زن از جشنواره فیلم کن شد. در سال ۱۹۶۴ فیلم سینمایی زوربای یونانی برندهٔ سه جایزهٔ اسکار شد. دو فیلم یونانی گمشده و ابدیت و یک روز برندهٔ نخل طلایی از جشنواره فیلم کن شده‌اند.

## فهرست تعدادی از فیلم‌های برجستهٔ یونانی
- یکشنبه‌ها هرگز- ۱۹۶۰
- الکترا- ۱۹۶۲
- زوربای یونانی- ۱۹۶۴
- ایفیگنیا- ۱۹۷۷
- گام معلق لک‌لک- ۱۹۹۱
- نگاه خیره اولیس- ۱۹۹۵
- ابدیت و یک روز- ۱۹۹۸
- اندکی ادویه- ۲۰۰۳
- دندان نیش- ۲۰۰۹

## فهرست تعدادی از کارگردان‌های برجستهٔ یونانی
- تئو آنگلوپولوس
- مایکل کاکویانیس
- جرج پی کوزماتوس
- کوستا گاوراس

## فهرست تعدادی از بازیگران برجستهٔ یونانی
- مأنوس کاتراکیس
- ملینا مرکوری
- ایرنه پاپاس
- کتینا پاکسینو